# Andrzej Kącki
Andrzej marian Kącki (ur. 29 listopada 1953 w Tarnowie) – polski szczypiornista, olimpijczyk z Moskwy 1980, brązowy medalista mistrzostw świata (1982).
Zawodnik grający na pozycji bramkarza. Jako bramkarz klubu Stal Mielec zdobył w roku 1971 Puchar Polski, a w roku 1975 tytuł wicemistrza Polski.
Na igrzyskach w roku 1980 był członkiem polskiej drużyny, która zajęła 7. miejsce.
Po igrzyskach olimpijskich w roku 1980 wyjechał do Hiszpanii, gdzie kontynuował karierę sportową w tamtejszej I lidze.